# Список кардиналов, возведённых папой римским Пием XII

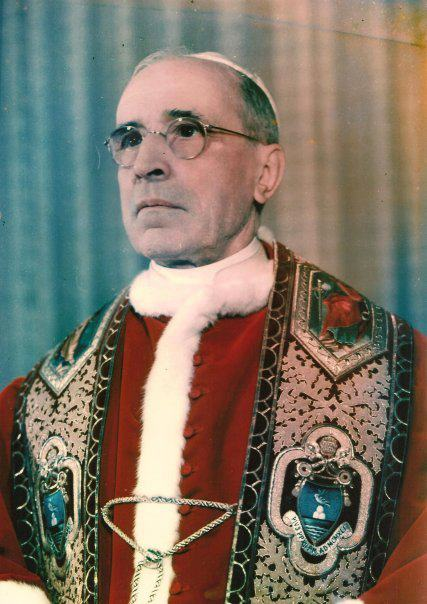
Папа Пий XII

Кардиналы, возведённые Папой римским Пием XII — 56 прелатов были возведены в сан кардинала всего на двух Консисториях за 19 лет понтификата Пия XII. Некоторые исследователи связывают это с разразившейся Второй мировой войной, которая началась ровно через полгода после избрания Эудженио Пачелли папой римским. За годы войны Папа никого не возвёл в кардиналы. И первая консистория собралась через шесть лет после начала понтификата Пия XII. Вторая консистория была созвана через семь лет после первой.
Консистория 1946 года, на которой было назначено 32 новых кардинала, побила рекорд консистории от 1 июля 1517 года, на которой Папа римский Лев X возвёл в кардиналы 31 человека.

## Консистория от 18 февраля 1946 года
- Григорий-Пётр XV Агаджанян, патриарх Киликийский и всех армян-католиков (СССР);
- Джон Джозеф Гленнон, архиепископ Сент-Луиса (США);
- Бенедетто Алоизи Мазелла, апостольский нунций в Бразилии (Италия);
- Клементе Микара, апостольский нунций в Бельгии и интернунций в Люксембурге (Италия);
- Адам Стефан Сапега, архиепископ Кракова (Польша);
- Эдуард Алоизиус Муни, архиепископ Детройта (США);
- Жюль Сальеж, архиепископ Тулузы (Франция);
- Джеймс Чарльз Макгиган, архиепископ Торонто (Канада);
- Сэмюэль Альфонс Стритч, архиепископ Чикаго (США);
- Агустин Паррадо-и-Гарсиа, архиепископ Гранады (Испания);
- Клеман-Эмиль Рок, архиепископ Ренна (Франция);
- Йоханнес де Йонг, архиепископ Утрехта (Нидерланды);
- Карлуш Кармелу де Вашконшелош Мотта, архиепископ Сан-Паулу (Бразилия);
- Пьер Пети де Жюльвиль, архиепископ Руана (Франция);
- Норман Томас Гилрой, архиепископ Сиднея (Австралия);
- Фрэнсис Джозеф Спеллман, архиепископ Нью-Йорка (США);
- Хосе Мария Каро Родригес, архиепископ Сантьяго-де-Чили (Чили);
- Теодозиу Клементе де Гувейя, архиепископ Лоренсу-Маркиша (Португалия/Мозамбик);
- Жайме де Баррош Камара, архиепископ Сан-Себастьян-до-Рио-де-Жанейро (Бразилия);
- Энрике Пла-и-Дениэль, архиепископ Толедо (Испания);
- Мануэль Артега-и-Бетанкур, архиепископ Гаваны (Куба);
- Йозеф Фрингс, архиепископ Кёльна (Германия);
- Хуан Гуальберто Гевара, архиепископ Лимы (Перу);
- Бернард Гриффин, архиепископ Вестминстера (Великобритания);
- Мануэль Арсе-и-Очоторена, архиепископ Таррагоны (Испания);
- Йожеф Миндсенти, архиепископ Эстергома (Венгрия);
- Эрнесто Руффини, архиепископ Палермо (Италия);
- граф Конрад фон Прейзинг Лихтенег-Мосс, епископ Берлина (Германия);
- граф Клеменс Август фон Гален, епископ Мюнстера (Германия);
- Антонио Каджиано, епископ Росарио (Аргентина);
- Фома Тянь Гэнсинь SVD, архиепископ Пекина (Китай);
- Джузеппе Бруно, секретарь Священной Конгрегации Собора (Италия).

## Консистория от 12 января 1953 года
- Чельсо Костантини, секретарь Священной Конгрегации Пропаганды Веры (Италия);
- Августу Алвару да Силва, архиепископ Сан-Салвадора-да-Байя (Бразилия);
- Гаэтано Чиконьяни, апостольский нунций в Испании (Италия);
- Анджело Джузеппе Ронкалли, апостольский нунций во Франции, с возведением, как кардинал, а затем назначен патриархом Венеции (Италия);
- Валерио Валери, префект Священной Конгрегации по делам монашествующих (Италия);
- Пьетро Чириачи, апостольский нунций в Португалии (Италия);
- Франческо Боргоньини Дука, апостольский нунций в Италии (Италия);
- Морис Фельтен, архиепископ Парижа (Франция);
- Марчелло Мимми, архиепископ Неаполя (Италия);
- Карлос Мария де Ла Торре, архиепископ Кито (Эквадор);
- Алоизие Степинац, архиепископ Загреба (Югославия);
- Жорж Грант, епископ Ле-Мана (Франция);
- Джузеппе Сири, архиепископ Генуи (Италия);
- Джон Д’Алтон, архиепископ Армы (Ирландия);
- Джеймс Фрэнсис Луис Макинтайр, архиепископ Лос-Анджелеса (США);
- Джакомо Леркаро, архиепископ Болоньи (Италия);
- Стефан Вышиньский, архиепископ Гнезно и Варшавы (Польша);
- Бенхамин де Арриба-и-Кастро, архиепископ Таррагоны (Испания);
- Фернандо Кирога-и-Паласиос, архиепископ Сантьяго-де-Компостелы (Испания);
- Поль-Эмиль Леже PSS, архиепископ Монреаля (Канада);
- Крисанто Луке Санчес, архиепископ Боготы (Колумбия);
- Валериан Грасиас, архиепископ Бомбея (Индия);
- Йозеф Вендель, архиепископ Мюнхена и Фрайзинга (Германия);
- Альфредо Оттавиани, асессор Верховной Священной Конгрегации Священной Канцелярии (Италия).